# Ferruccio Vecchi
Ferruccio Vecchi (Sant'Alberto, 22 marzo 1894 – Castelfranco Emilia, 24 febbraio 1960) è stato uno scultore e militare italiano, ardito, squadrista e diciannovista.

## Biografia

### Dal 1894 al 1918
Nacque a Sant'Alberto, piccolo paese sul Po di Primaro a 16 km da Ravenna, ultimogenito di una famiglia di cinque figli (quattro maschi e una femmina). I suoi genitori erano Paolo Vecchi (originario della vicina Bagnacavallo), mugnaio e Teresita Berardi, «benestante» (così viene qualificata nei documenti anagrafici). Meno di un anno dopo la sua nascita, i Vecchi si trasferirono a Ravenna (1895). Nel 1913 la famiglia era a Bologna e Ferruccio s'iscrisse alla Facoltà d'ingegneria dell'Alma mater.
Nel 1915 Vecchi aderì all'interventismo e rispose con entusiasmo alla chiamata alle armi (giugno 1915). Salì rapidamente i gradi della Fanteria fino a diventare Tenente nel novembre 1917. Fece poi domanda per entrare nei famosi Reparti d'assalto degli Arditi (XXXº Reparto Fanteria). Nel 1918 ottenne la nomina a Capitano della II Divisione d'assalto. Partecipò alla Battaglia di Vittorio Veneto, decisiva per le sorti vittoriose della guerra.
Nell'estate del 1918, a conflitto ancora in corso, Mario Carli, Capitano degli Arditi come Vecchi, di cui era intimo amico, fondò assieme a Filippo Tommaso Marinetti e a Emilio Settimelli, il periodico «Roma Futurista». Sul primo numero pubblicò un appello rivolto alle Fiamme nere (il simbolo che figurava sui baveri delle divise degli Arditi della fanteria): bisognava fondare un movimento politico per riunire e dare voce ai soldati che avevano fatto parte delle truppe d'assalto:
(Mario Carli, A me, Fiamme nere!)
Il 10 dicembre, un mese dopo la fine del conflitto mondiale, Carli pubblicò un secondo proclama, «Associazione tra gli Arditi di Italia», che diede il via alla costituzione dell'omonima Associazione, che venne fondata a Roma il 1º gennaio 1919. Contemporaneamente nacque il settimanale «L'Ardito», organo dell'associazione.
Ferruccio Vecchi fondò la sezione di Milano, di cui fu eletto presidente

### Il biennio 1919-1921
Nell'immediato dopoguerra le alte autorità militari non esitarono a favorire la smobilitazione del reparto d'élite. Inoltre sminuirono pubblicamente il loro apporto alla vittoria nella Prima guerra mondiale. Gli Arditi non tardarono a far sentire il loro risentimento. Vecchi riteneva che gli Arditi dovessero meritare un riconoscimento per i sacrifici compiuti in tempo di guerra.
In guerra aveva conosciuto Filippo Tommaso Marinetti, fondatore del futurismo, poeta e scrittore. Tra i due era nata in poco tempo una solida amicizia. 
Sia Marinetti che Vecchi consideravano i giolittiani e i socialisti i componenti più retrogradi della classe dirigente italiana: si poteva benissimo fare a meno di loro. Anzi bisognava sostituirli con giovani sotto i trent'anni
Nel dopoguerra fu fra i fondatori dei Fascio di combattimento milanese, avvenuta il 21 marzo 1919. Il suo nome comparve al fianco di quello di Benito Mussolini tra i membri della Giunta del movimento. Due giorni dopo, il 23 marzo, si tiene la prima adunata. Capitano degli Arditi, Vecchi fu incaricato di presiedere la riunione, che si tiene in piazza San Sepolcro e, in tale veste, fu il primo a parlare.

Mussolini, presidente dei Fasci di combattimento, inviò Vecchi a presenziare alla fondazione del Fascio in varie città italiane come suo portavoce: si recò a Genova, Firenze, Torino, Trieste e Bologna. Qui il 6 aprile Vecchi conobbe Pietro Nenni, romagnolo di Faenza, uno dei fondatori del Fascio felsineo (Nenni ne uscì qualche mese dopo).
Pochi giorni dopo, il 15 aprile, insieme a Filippo Tommaso Marinetti guidò l'assalto di arditi, fascisti, futuristi e nazionalisti al giornale socialista Avanti!, evento che segnò l'inizio delle attività squadriste nell'Italia del primo dopoguerra.
Ammiratore dell'impresa fiumana di Gabriele D'Annunzio, Ferruccio Vecchi fu uno dei primi, insieme a Marinetti, a raggiungere Fiume nel settembre 1919.
In novembre si tennero le elezioni politiche, cui Vecchi non poté candidarsi poiché non aveva ancora compiuto il trentesimo anno d'età. Tenne numerosi comizi per il Fascio di combattimento in diverse piazze del Paese. I risultati delle elezioni furono molto deludenti. Ne risentì anche l'Associazione tra gli Arditi di Italia, che si ridusse a soli 14 iscritti.
In novembre Vecchi venne arrestato per aver provocato disordini, insieme a Mussolini, Marinetti, Pietro Bolzon e Umberto Pasella (segretario dei Fasci di combattimento). Rimase in carcere tre settimane; nel 1920 tutti gli imputati vennero prosciolti per amnistia.
Nel 1920 divenne direttore dell'Ardito. In febbraio uscì il suo primo libro, Arditismo civile. Deluso dal futurismo, si staccò da Filippo Tommaso Marinetti. La rottura divenne definitiva al II Congresso nazionale dei Fasci del maggio 1920, quando Vecchi si schierò, insieme alla maggioranza degli arditi, con Mussolini e contro i futuristi. Venne riconfermato membro del Comitato centrale dei Fasci di combattimento.
Fu Mussolini ad aiutare Vecchi nel sostenere l'Associazione e il giornale, altrimenti condannati all'estinzione.
In agosto si recò di nuovo a Fiume. Ma dopo il suo ritorno trovò un clima cambiato nell'Associazione. Venne accusato di illeciti amministrativi. I risultati della commissione interna d'inchiesta smentirono le accuse, rivelatesi infondate. Per quanto inconsistenti, queste accuse convinsero Vecchi che i fascisti, Mussolini in testa, avevano deciso di scaricarlo. 
Nel gennaio 1921 si dimise da tutte le cariche: presidente dell'Associazione, direttore dell'Ardito e dirigente dei Fasci di combattimento. Il 18 aprile 1921 fonda «Il Popolo ardito».
Alla fine di giugno fu arrestato per truffa. L'accusa faceva riferimento al fatto che Vecchi aveva fatto scontare un assegno scoperto, girato da Alfredo Giordano, collaboratore del «Popolo Ardito». Ferruccio Vecchi trascorse in carcere circa otto mesi, durante i quali scrisse il romanzo autobiografico La tragedia del mio Ardire. A febbraio 1922 fu assolto dal reato di truffa e falso, mentre il suo accusatore Giordano venne condannato a due anni di carcere.

### Il secondo dopoguerra
Dopo la seconda guerra mondiale verrà arrestato nuovamente e processato per i reati comuni che gli venivano attribuiti.
In qualità di scultore, significativa è la sua mostra del 1940 in occasione della ventiduesima Biennale di Venezia, in cui espose numerosi gruppi allegorici dedicati alla famiglia, al lavoro rurale, al fascismo. Oltre alle composizioni allegoriche, Vecchi si dedicò anche alla ritrattistica: nel 1943, tra gli altri, eseguì un busto in bronzo dell'attrice Clara Calamai, che nel settembre 2022 è stato collocato su una stele commemorativa nel cimitero di Rimini.

## Opere
- 2 improvvisazioni di F. T. Marinetti (pamphlet letterario)
- Arditismo civile, Milano, Libreria Editrice De L'ardito, 1920 (edizione digitalizzata)
- La tragedia del mio ardire, Milano, Arti Grafiche 1923 (romanzo autobiografico)
- I diritti dell'intelligenza, Roma, Edizioni di Rinascita, 1924 (saggio politico ideologico)
- Piacere e morte. Tre resurrezioni (La perfezione - Torna, ti voglio uccidere! – L'amante del sole), Firenze, Vallecchi, 1926 (raccolta di tre racconti)